# Castelinho do Engenheiro Goulart

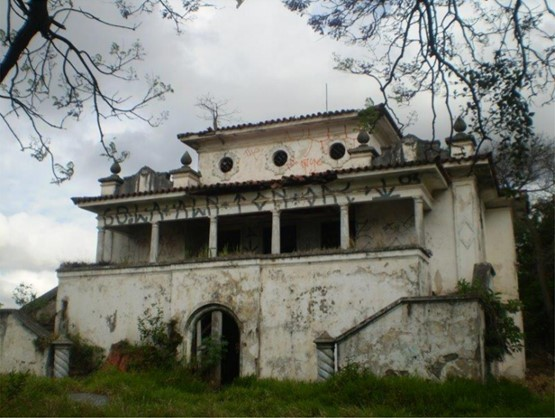
Fachada do Castelinho do Engenheiro Goulart, que misturava elementos modernos e neoclássicos (foto de 2010, pouco antes da demolição)

O antigo Castelinho do Engenheiro Goulart, também conhecido como Castelinho do Jardim do Castelo, ficava entre as vilas de Engenheiro Goulart e Jardim do Castelo, localizadas no distrito de Cangaíba, na Zona Leste da cidade de São Paulo.[carece de fontes?]
O imóvel foi construído, aproximadamente, em 1940, e serviu como residência da família Arantes, depois da família Faleiros, também como instituição de atendimento a crianças com deficiência, como uma fábrica de blocos, e ainda, quase se transformou em um cassino. Mas acabou sendo demolido em 2010.

## Histórico

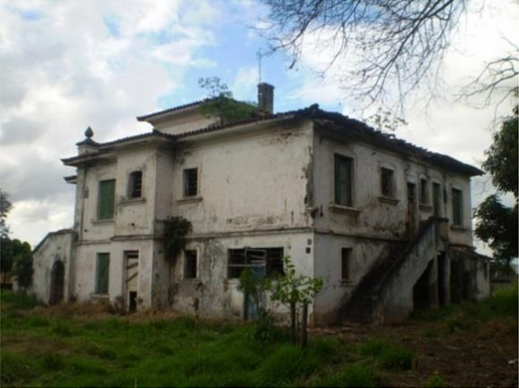
Parte traseira do Castelinho do Engenheiro Goulart (foto de 2010, pouco antes da demolição)

O Castelinho foi construído, aproximadamente, em 1940 em um grande terreno de chácara, por ordem de seu proprietário, o Sr. Arantes, chefe de uma família muito rica da região.

Mas, em seguida, a família Arantes vendeu o imóvel à família Faleiros. Por isso, o Castelinho era também chamado, na época, de Casarão da Família Faleiros.

No terreno da chácara, além de mais duas casas menores, também tinha uma lagoa de, aproximadamente, 300 m de comprimento por 70 m de largura, que surgiu do represamento do córrego que corre pelo vale do Jardim do Castelo, que nascia no alto do loteamento em um local conhecido como “biquinha”.

O Castelinho ficava na Av. Rubens Fraga de Toledo Arruda, na vila de Engenheiro Goulart. Mas esse importante imóvel da região pode ter nomeado uma nova vila que margeia o terreno da antiga chácara, do lado oposto ao da avenida, o atual Jardim do Castelo.

Na década de 1970 o Castelinho funcionou como instituição de atendimento a crianças com deficiência, onde eram também promovidos trabalhos de artesanato e atividades culturais junto às crianças da instituição e com a população do bairro. Na época, a instituição era dirigida pela "Tia Mila", que viera da antiga Tchecoslováquia.

Alguns moradores da região dizem que o Castelinho funcionava como um orfanato e se lembram de quando era aberto ao público aos sábados e domingos para passeios, atividades de lazer e até mesmo com distribuição de brinquedos.

Posteriormente o imóvel chegou a ser alugado para o funcionamento de uma fábrica de blocos, e alguns cômodos do Castelinho foram cedidos para funcionários da fábrica e suas famílias. E, mesmo com o fechamento da fábrica, algumas famílias de ex-funcionários permaneceram vivendo no Castelinho, pelo menos, até a década de 1990.

Houve um tempo, quando o Castelinho estava desocupado, que se cogitou transformá-lo em cassino, o que gerou polêmica e movimentação por parte da população da região, que conseguiu impedir o avanço do projeto.

Em 8 de abril de 1992, foi encaminhado por um morador do bairro um documento ao Conselho Municipal de Preservação do Patrimônio Histórico, Cultural e Ambiental da Cidade de São Paulo – CONPRESP com um pedido de vistoria visando à preservação do Castelinho e, consequentemente, da memória da ocupação rural da região e do período histórico de crescimento da cidade de São Paulo. O documento sugeria, ainda, que o Castelinho poderia ser utilizado como sede de um museu de História da Zona Leste.

## Venda e demolição
Apesar da mobilização de alguns moradores da região, o Castelinho do Engenheiro Goulart acabou sendo vendido, e foi demolido em 2010 para a construção de condomínios de apartamentos residenciais.